# Ocet balsamiczny

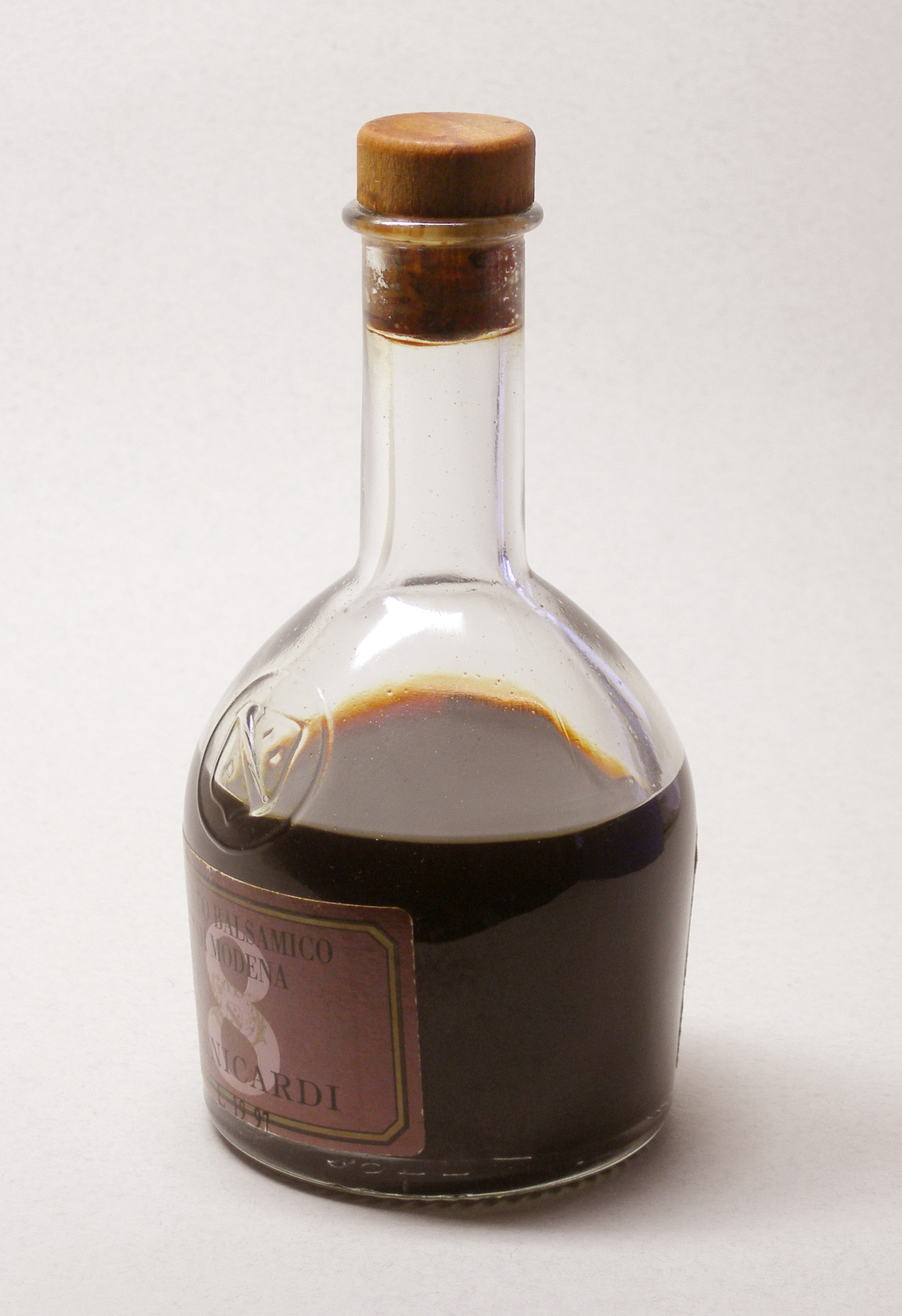
Ocet balsamiczny

Ocet balsamiczny (wł. aceto balsamico) – ocet powstający z zagęszczonego moszczu winogronowego poddanego długotrwałemu dojrzewaniu w drewnianych beczkach. Ocet balsamiczny jest dodatkiem do sałatek, sosów, marynat i różnych dań kuchni włoskiej, a także do owoców i deserów.
Oryginalny ocet balsamiczny to prawie całkowicie czarna ciecz, o gęstej konsystencji i słodko-kwaśnym smaku. Od czasów średniowiecza produkowany we Włoszech w rejonie Emilia-Romagna. Długi czas produkowany sposobami domowymi, do masowego użytku na całym świecie wszedł w latach 80. XX wieku, wraz z pojawieniem się wydajnych metod jego produkcji na skalę przemysłową. Dla rozróżnienia, nazwa „Tradycyjny Ocet Balsamiczny” (Aceto Balsamico Tradizionale) zastrzeżona jest wyłącznie dla wyrobu produkowanego oryginalnymi metodami.

## Produkcja
Tradycyjny ocet balsamiczny produkuje się głównie z winogron odmiany białej Trebbiano lub czerwonej Lambrusco; czasami z innych odmian. Moszcz winogronowy jest gotowany, aż do zmniejszenia objętości wyjściowej o ok. ⅓. Gotowanie podwyższa stężenie cukrów i składników kwasowych zawartych w soku do ok. 40% oraz inicjuje „zbrązowianie” składników, głównie na drodze reakcji Maillarda pomiędzy cukrami i białkami. Zagęszczony sok przelewa się do pierwszej w serii beczki. Beczki wykonane są z różnych gatunków drewna np. dębowego, kasztanowego, wiśniowego czy jałowcowego. Napełnione beczki przechowuje się w warunkach wystawiających je na skrajne warunki klimatyczne. Wysokie letnie temperatury potęgują reakcje zachodzące między zagęszczającymi się cukrami a aminokwasami, co prowadzi do wytworzenia szeregu aromatycznych produktów. W soku zachodzą także procesy fermentacyjne, których produkty i półprodukty, razem z produktami reakcji Maillarda, składają się na unikatowy, silny aromatyczny smak i zapach octu balsamicznego. Parowanie dodatkowo zagęszcza sok i zmniejsza jego objętość (o ok. 10% rocznie), a dojrzewające starsze partie octu uzupełnia się świeższymi, przenosząc całość do kolejnych, coraz mniejszych beczek. Tradycyjny ocet balsamiczny to produkt co najmniej dwunastoletni i by wyprodukować 1 litr tradycyjnego octu balsamicznego potrzeba ok. 145 kg surowych winogron.
W przeciwieństwie do tradycyjnego octu, reakcja fermentacji alkoholowej i reakcja fermentacji octowej w produkcji octu balsamicznego zachodzą równolegle (a nie sekwencyjnie) i powoli w ciągu całego procesu dojrzewania, bo wysokie stężenie cukrów i kwasów, uzyskane po zagęszczeniu soku, hamuje zbyt intensywny wzrost mikroorganizmów odpowiedzialnych za te reakcje. Fermentacje w occie balsamicznym przeprowadzają głównie drożdże z gatunku Zygosaccharomyces bailii i Z. bisporus, naturalnie przystosowane do środowisk o wysokim stężeniu cukrów i kwasów.
Nietradycyjne octy balsamiczne produkowane są masowo i szybciej z mniej zagęszczonych składników. Te lepszych gatunków zawierają domieszkę tradycyjnego octu balsamicznego i dojrzewają przez ok. rok. Najtańsze bywają barwione karmelem i dosładzane cukrem.

## Skład
Tradycyjny ocet balsamiczny zawiera w swoim składzie od 20 do 70% niesfermentowanych cukrów, 8% kwasu octowego, 4% kwasów winowego, jabłkowego i innych nielotnych kwasów, 1% etanolu i do 12% glicerolu, który odpowiada za gęstość i lepkość.